# Джонні Ріверс
Джонні Ріверс (англ. Johnny Rivers), справжнє ім'я Джон Генрі Рамістелла (англ. John Henry Ramistella) (7 листопада 1942) — американський музикант, співак, автор пісень та продюсер звукозапису. Виконує пісні у жанрах поп, фолк, блюз та рок-н-ролл (ранній). З'являвся у чартах протягом 1960–70-х років, однак остаточно прославився завдяки ряду хітових синглів, випущених протягом 1964–68, серед яких Memphis (Мемфіс—Теннессі; кавер-версія пісні Чака Беррі), Mountain of Love (Гора кохання; кавер-версія пісні Гарольда Дормана), The Seventh Son (Сьомий син; кавер-версія пісні Віллі Діксона), Secret Agent Man (Секретний агент), Poor Side of Town (Бідна сторона міста; перше місце в американських чартах), Baby I Need Your Loving (кавер-версія синглу гурту The Four Tops 1964 року) та Summer Rain (Літній дощ).

## Життя та кар'єра

### Ранні роки
Народився у Нью-Йорку, має італійське коріння. Згодом родина перебралася з Нью-Йорка до міста Батон-Руж, що в Луїзіані. У вісім років, знаходячись під впливом своєрідного музичного стилю Луїзіани, почав грати на гітарі, беручи уроки у батька та дядька. Навчаючись у середній школі, почав брати участь у музичному гурті The Rockets, фронтменом якої був Дік Голлер, що пізніше написав ряд хітів, серед яких Abraham, Martin and John (Абрахам, Мартін та Джон) і комічна пісня Snoopy vs. the Red Baron (Снупі проти Червоного Барона).
Згодом Джонні Рамістелла сформував власний музичний гурт The Spades і в чотирнадцять років здійснив свій перший запис (тоді він навчався у Вищій школі Батон-Ружа). Деякі з їхніх пісень були записані ще у 1956 році.
У 1958 році, під час подорожі до Нью-Йорка, Джонні познайомився з Аланом Фрідом, який порадив йому взяти псевдонім Джонні Ріверс — з прив'язкою до ріки Міссісіпі, що протікає через Батон-Руж. Також Фрід допоміг Ріверсу укласти декілька контрактів на звукозапис. З березня 1958 по березень 1959 року Ріверс випустив три записи, які не мали великого попиту.
У 1959 році Ріверс повернувся до Батон-Ружу та почав виконувати музичний супровід для американського комедіанта Девіда Гарднера під час гастролей південними штатами США. Одного вечора в Бірмінгемі (Алабама) Ріверс зустрів першу дружину Генка Вільямса Одрі, яка переконала його їхати до Нашвілла, де він влаштувався автором пісень та демо-співаком. Також Ріверс працював з Роджером Міллером. У цей самий час Джонні Ріверс вирішив зробити своїм пріоритетом написання пісень.

### 1960-ті
У 1958 Джонні Ріверс зустрів Джеймса Бертона — гітариста гурту, фронтменом якого був Рікі Нельсон. Пізніше Бертон рекомендував Нельсону одну з пісень Ріверса — I'll Make Believe; Нельсон записав її. У 1961 році Ріверс та Нельсон зустрілися в Лос-Анджелесі, де Ріверс в результаті влаштувався автором пісень та студійним музикантом. Великий прорив стався у 1963 році після виступу в популярному нічному клубі Gazzarri's, де збиралися великі натовпи людей.
У 1964 Елмер Валентайн уклав з Ріверсом однорічний договір, що дозволяв проводити концерти у нічному клубі Whisky a Go Go, розташованому на бульварі Сансет, що в Західному Голлівуді. Подальше «британське вторгнення» вибило з топ-місць у чартах майже кожного американського виконавця, однак Ріверс залишався популярним, тому продюсер звукозапису Лу Адлер вирішив випустити збірку Johnny Rivers Live at the Whisky A Go Go, яка посіла дванадцяте місце. Ріверс згадував, що найбільшим попитом користувалася пісня Memphis, виконана наживо, що посіла друге місце в рейтингу журналу Cashbox 4—11 липня 1964 та увійшла в «гарячу сотню» 11–18 липня 1964. Було продано більше одного мільйона копій, а сама пісня отримала «золотий диск». Як стверджував друг та працівник Елвіса Преслі Алан Фортас, Преслі зіграв та записав для Ріверса пісню Мемфіс, яку, однак, не випустив. Ріверс був вражений та, скоріше на розчарування Елвіса, записав та випустив її, повністю скопіювавши аранжування, після чого, за словами Фортаса, потрапив до особистого «чорного списку» Преслі. Версія Ріверса далеко обігнала оригінальну версію Чака Беррі, яка посіла 87 місце у рейтингах США.
Ріверс продовжував записувати здебільшого живі виконання протягом 1964—65 у стилі «Go-go», фолк та блюз-рок, включаючи Maybellene (Мейбеллін; друга кавер-версія Чака Беррі), Mountain of Love, Midnight Special, Seventh Son та Where Have All the Flowers Gone? Піта Сіґера; усі ці пісні стали хітами.

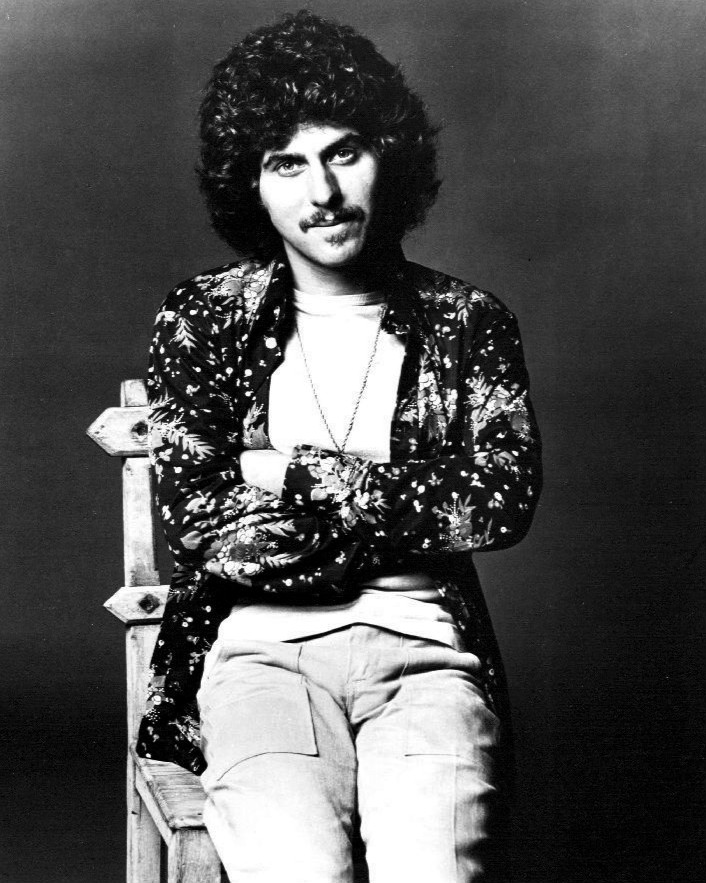
Джонні Ріверс, 1973

У 1963 Ріверс почав працювати з авторами пісень П. Ф. Слоаном (англ. P. F. Sloan) та Стівом Баррі над саундтреком до американського прокату британського телевізійного серіалу Небезпечна людина (англ. Danger Man), головну роль у якому зіграв актор Патрік Макгуен. Спочатку Ріверс відмовився від цієї ідеї, однак пізніше змінив своє рішення. Американська версія серіалу під назвою Секретний агент (англ. Secret Agent) вийшла в прокат навесні 1965. Саундтрек став дуже популярним, що зумовило суспільний попит на подовжену сингл-версію. Пісня Secret Agent Man, записана та випущена Джонні Ріверсом, зайняла третю сходинку в Billboard Hot 100 у 1966. Було продано мільйон копій, сам сингл отримав золотий диск.
У 1966 Ріверс почав записувати балади з залученням бек-вокалістів. Він випустив декілька хітів, включаючи власну Poor Side of Town, яка могла би бути його найбільшим хітом у чартах та його записом № 1. Також він заснував свою власну звукозаписуючу компанію Soul City Records, у якій гурт The 5th Dimension зробив свої найбільш хітові записи - Aquarius/Let the Sunshine In та Wedding Bell Blues. До того ж Ріверс причетний до великого прориву автора пісень Джиммі Вебба, пісню якого — Up, Up, and Away — записали The 5th Dimension. Ріверс також записав пісню Вебба By the Time I Get to Phoenix, кавер-версію якої виконав Глен Кемпбелл; пісня стала його головним хітом.
Ріверс продовжував записувати хіти, переспівуючи інших виконавців; серед них — Baby I Need Your Lovin (The Four Tops) та The Tracks of My Tears (The Miracles), що увійшли до першої десятки у 1967. У 1968 році він випустив альбом Realization, який включає в себе сингл Summer Rain (14 місце в чартах), написаний колишнім членом гурту The Mugwumps Джимом Гендріксом (англ. Jim Hendricks); сам альбом зайняв п'яту сходинку. В альбомі присутні також прояви психоделічного року, наприклад пісня Hey Joe, яка має двохвилинний вступ та виявляє зміну музичного напрямку Ріверса, а також більш інтроспективні пісні Look To Your Soul та Going Back to Big Sur.

### 1970-ті

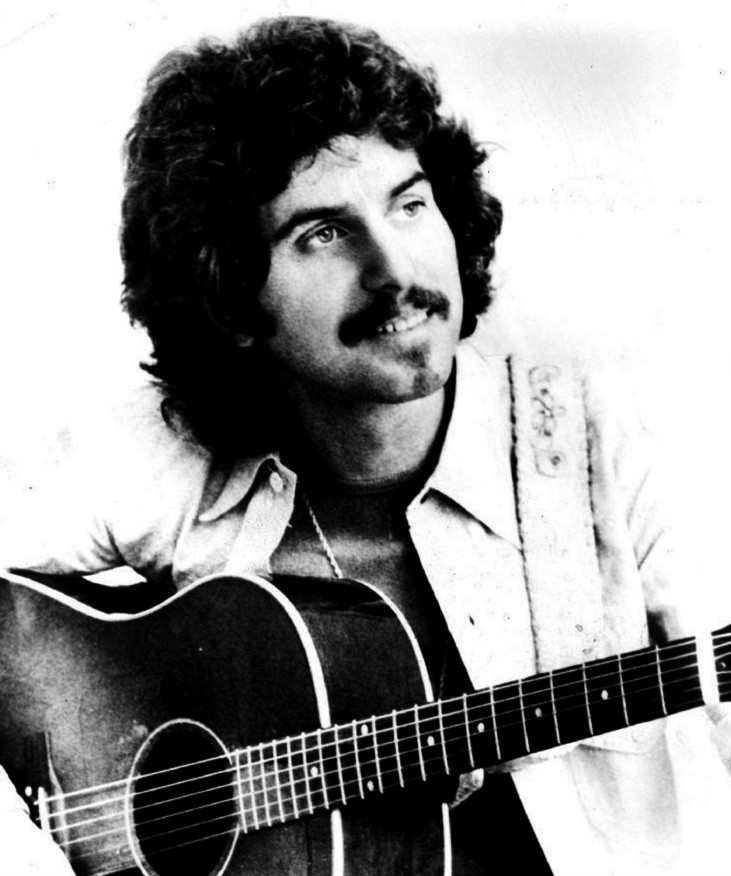
Джонні Ріверс, 1975

У 1970-х Ріверс продовжував записувати пісні та альбоми, що здобували визнання музичних критиків, однак при цьому не були успішними в комерційному плані. Альбом L.A. Reggae (1972) увійшов у чарт завдяки успіху кавер-версії пісні Г'юї Сміта (англ. Huey «Piano» Smith) Rockin' Pneumonia and the Boogie Woogie Flu, який досяг шостої сходинки. Запис розійшовся тримільйонним тиражем та отримав Золотий диск від Американської асоціації компаній звукозапису 29 січня 1973.
Інші пісні цього періоду, що увійшли до першої половини «гарячої сотні», — Blue Suede Shoes (1973) (початково записана Карлом Перкінсом у 1955) та Help Me Rhonda (1975) (хіт № 1 гурту The Beach Boys; під час запису бек-вокалістом був один зі співзасновників гурту Браян Вілсон).
Востаннє Ріверс потрапив до першої десятки у 1977 з піснею Swayin' to the Music (Slow Dancing), написаною Джеком Темпчіном та вперше виконаною гуртом Funky Kings. У цьому ж році Ріверс востаннє потрапив і до першої сотні з піснею Curious Mind (Um, Um, Um, Um, Um, Um), написаною Кертісом Мейфілдом і вперше виданою Мейджором Ленсом. На додачу Ріверс записав саундтрек до нічного музичного шоу The Midnight Special. Загалом з 1964 по 1977 Джонні Ріверс записав дев'ять пісень, що увійшли до першої десятки хітів, та сімнадцять, що увійшли до топ-40; також він реалізував понад 30 млн записів.

### 1980-ті— наш час

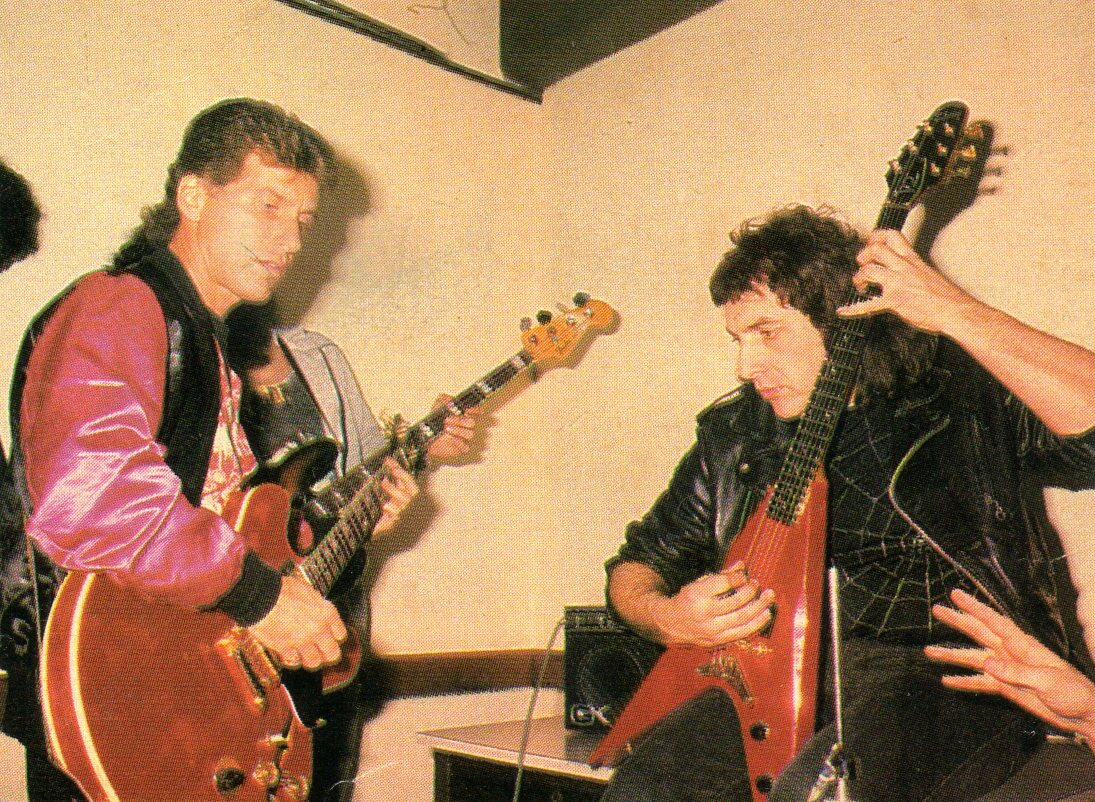
Джонні Ріверс (зліва) з аргентинським гітаристом Паппо, 1986

У 1980-х Ріверс продовжував випускати матеріал, у 1981 році давав інтерв'ю Діку Кларку в телевізійному музичному шоу American Bandstand (Американська естрада), хоча його музична кар'єра в цей час ішла на спад. У цей же період Ріверс став віруючим християнином.
Ріверс продовжує здійснювати тури, даючи 50–60 концертів на рік. У жанровому плані повернувся до блюзу, який надихав його на початку кар'єри.
У 1998 році Ріверс поновив діяльність Soul City Records та випустив альбом Last Train to Memphis. На початку 2000-х разом з Еріком Клептоном, Томом Петті та Полом Маккартні записав триб'ют-альбом, присвячений гурту Бадді Голлі The Crickets.
Джонні Ріверс є одним з небагатьох виконавців, які мають права власності на свої записи (власником більшості музичних записів є звукозаписуюча компанія). Іншими такими виконавцями є Мерая Кері, Пол Саймон, Біллі Джоел, Pink Floyd, Queen, Genesis та Ніл Даймонд.
12 червня 2009 року ім'я Джонні Ріверса було вписано у залу слави штату Луїзіана. Багато разів його ім'я пропонувалося ввести до Зали слави рок-н-ролу, проте воно так і не було обране. У 2015 році ім'я Джонні Ріверса було номіноване на внесення до зали слави американської поп-музики.
9 квітня 2017 року Ріверс виконав пісню під акустичну гітару на похороні Чака Беррі. Одним з найперших та найбільших хітів Ріверса була кавер-версія пісні Чака Беррі Memphis, Tennessee.

## Дискографія

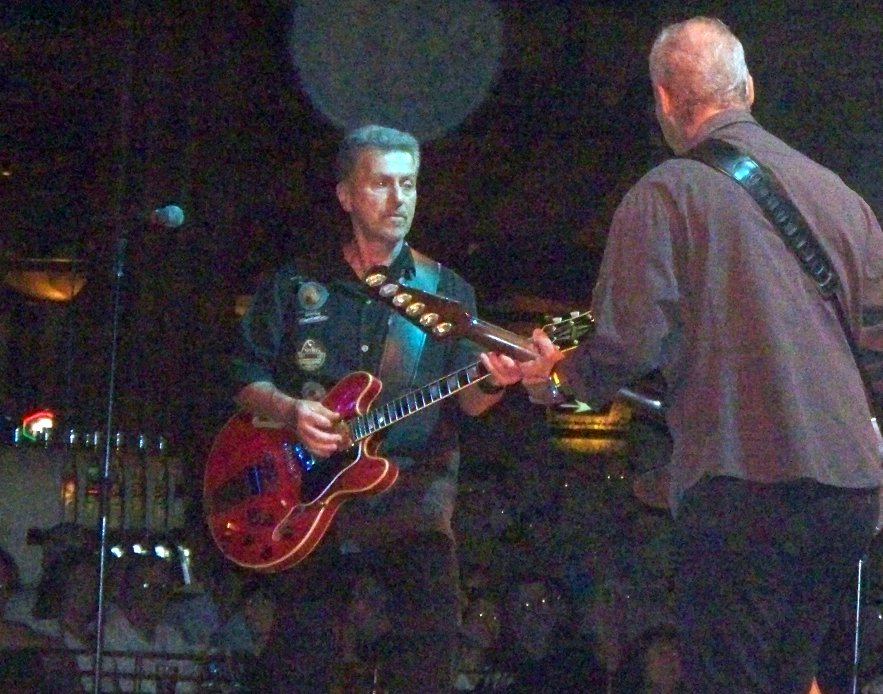
Джонні Ріверс дає концерт у Коннектикуті, 2011

### Альбоми
- In Action (1964)
- At the Whisky à Go Go (1964)
- Here We à Go Go Again! (1964)
- Johnny Rivers Rocks the Folk (1965)
- Meanwhile Back at the Whisky à Go Go (1965)
- Changes (1966)
- ...And I Know You Wanna Dance (1966)
- Rewind (1967)
- Whisky A Go-Go Revisited (1967)
- Realization (1968)
- "Live" At The Whisky A Go Go (1969)
- Slim Slo Slider (1970)
- Home Grown (1971)
- L.A. Reggae (1972)
- Blue Suede Shoes (1973)
- The Road (1974)
- Rockin' Rivers (1974)
- Last Boogie in Paris (1974)
- New Lovers and Old Friends (1975)
- Wild Night (1976)
- Outside Help (1977)
- Borrowed Time (1980)
- Not a Through Street (1983)
- Johnny Rivers (1983)
- The Memphis Sun Recordings (1998)
- Last Train to Memphis (1998)
- Back at the Whisky (2001)
- Reinvention Highway (2004)
- Shadows on the Moon (2009)

### Сингли
- Little Girl (1957)
- Baby Come Back (1958)
- You're The One (1958)
- Your First And Last Love (1959)
- Everyday (1959)
- The Customary Thing (1960)
- Knock Three Times (1961)
- Blue Skies (1961)
- Long Black Veil (1962)
- If You Want It, I've Got It (1963)
- Dream Doll (1964)
- Memphis (1964)
- Oh What a Kiss (1964)
- That's My Babe (1964)
- Maybellene (1964)
- Mountain of Love (1964)
- Midnight Special (1965)
- Cupid (1965)
- Seventh Son (1965)
- Where Have All the Flowers Gone (1965)
- Under Your Spell Again (1965)
- Secret Agent Man (1966)
- (I Washed My Hands In) Muddy Water (1966)
- Poor Side of Town (1966)
- Baby I Need Your Lovin (1967)
- The Tracks of My Tears (1967)
- Summer Rain (1967)
- Look to Your Soul (1968)
- Right Relations (1968)
- These Are Not My People (1969)
- Muddy River (1969)
- One Woman (1969)
- Fire and Rain (1970)
- Into the Mystic (1970)
- Sea Cruise (1971)
- Think His Name (1971)
- Rockin' Pneumonia and the Boogie Woogie Flu (1972)
- Blue Suede Shoes (1973)
- Searchin'/So Fine (1973)
- Six Days on the Road (1974)
- Help Me, Rhonda (1975)
- Ashes and Sand (1977)
- Swayin' to the Music (Slow Dancin') (1977)
- Curious Mind (Um, Um, Um, Um, Um, Um) (1978)
- China / The Price (1980)
- Romance / Don't Need No Other Now (1980)
- Heartbreak Love (1984)
- Tearing The Drive-In Down (1985)
- The American Dream (2009)
- New Home (2010)